# Jennifer Lotsi

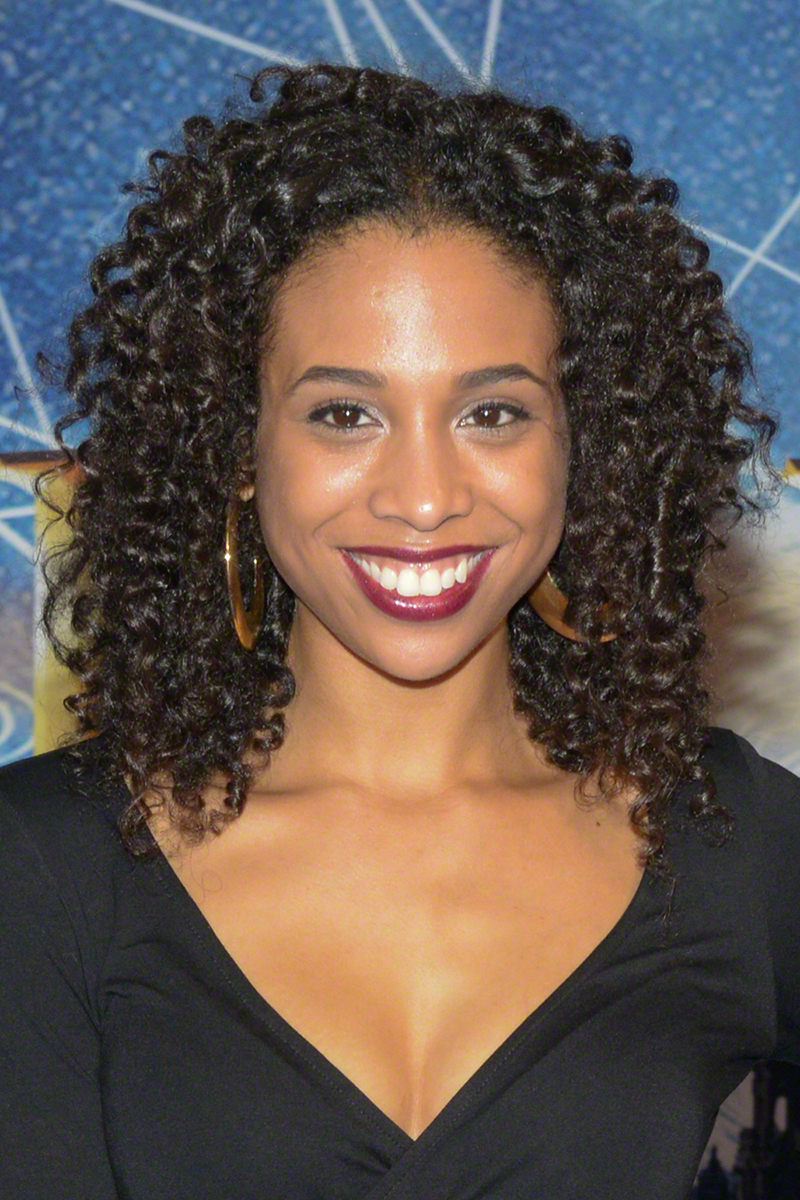
Jennifer Lotsi (2014)

Jennifer Tamara Lotsi (* 6. Juli 1994) ist eine deutsche Schauspielerin.

## Leben
Lotsi wuchs in Ingolstadt auf und spielte im Stadttheater Ingolstadt. Dort war sie als Statistin in einem Blues-Brothers-Musical zu sehen und spielte auch in einem Musical über die Beatles mit.
Sie bewarb sich als Nachwuchsschauspielerin bei verschiedenen Agenturen und wurde schließlich von der Agentur Rietz, welche in Potsdam angesiedelt ist, unter Vertrag genommen. Sie ging anschließend zum Casting für den Film Rubinrot; zuerst in München und dann in Berlin. Sie erhielt die Rolle der „Leslie“. Daraufhin folgten Saphirblau und Smaragdgrün.
Im August 2015 übernahm sie eine Rolle in der Märchenverfilmung des Hessischen Rundfunks Schlaraffenland.
Lotsi lebt derzeit in Berlin.

## Filmografie
- 2013: Rubinrot
- 2014: Saphirblau
- 2014: Ecke Weserstraße
- 2016: Smaragdgrün
- 2016: Das Märchen vom Schlaraffenland